# الشيعة في البحرين
يقدر نسبة عدد الشيعة في البحرين بحوالي 49% من نسبة السُكَّان المُسلمين في البلاد، في حين يُمثل أهل السُّنة والجماعة 51% من مجموع المُسلمين في البحرين، بحسب وثيقة حكوميَّة ظهرت في عام 2011، ومع ذلك، فإن هذا الرقم متنازع عليه. تشير دراسة لمعهد واشنطن بأن الشيعة تبلغ نسبتهم 62%، وتزيد بعض التقديرات لتصل نسبة الشيعة بالقرب من 70%. وقد لا يكون هذا الرقم دقيقاً، بسبب تزايد معدلات تجنيس المهاجرين السنة في البحرين، في حين أن عائلة آل خليفة الحاكمة تتبع عقيدة أهل السنة والجماعة. وفقاً لمعهد واشنطن، فإن آراء القادة الشيعة والسنة في البحرين تشبه آراء الدول العربية المجاورة لهم.

## السكان
تحكم العائلة المالكة السُنيَّة آل خليفة البحرين منذ أواخر القرن الثامن عشر، ومع ذلك فإن أكثر من نصف السكان هُم من الشيعة -على الأقل- وتقدر نسبتهم بنحو 62 في المئة، وفي الجانب الآخر، ذكرت جريدة الآن الكويتية نقلاً عن وثيقة حكومية بأن نسبه الشيعة هي 49 في المئة.

## التاريخ
أظهر الشيعة البحرينيون دعماً لانتصار الثورة الإسلامية الإيرانية، وفي عام 1979 طلبوا المشاركة في تحديد مصيرهم من خلال القيام بمظاهرات عديدة ضد الحكومة مُمثلة بآل خليفة. جمعية الوفاق الوطني الإسلامية باعتبارها إحدى الجمعيات السياسية الإسلامية الشيعية المنحلَّة في البحرين تتبع هدفين وهما معارضة الحكومة الحالية في البحرين وتغيير هيكل المجتمع على أساس عدد الناس. تأسست الجمعية السياسية الإسلامية الشيعية في عام 2001 من قبل حوالي 100 من علماء الشيعة مثل علي سلمان وسعيد الشهابي وعبد الأمير الجمري وعيسى أحمد قاسم الزعيم روحي للوفاق.

## المجتمع
يوجد في البحرين عدة أعراق منها البحارنة العرب والعرب البدو وعرب الهولة والعجم والآسيويين. من ناحية أخرى فإن النظام السياسي والرسمي المهيمن في البحرين يحكمه الشعب المسلم وفق العقيدة السنيَّة، وفقاً لتقارير صحيفة الغارديان عندما بدأت عائلة آل خليفة في حكم البحرين، تم تغيير طبقة الشيعة الذين كانوا يمتلكون قطع من الأراضي إلى فلاحين. المناصب الرسمية الرفيعة المستوى تنتمي إلى السنة وهناك عدد قليل من المناصب يشغلها الشيعة، لذا فإن هذا النوع من التوزيع يشير إلى إنكار الحقوق المدنية [انحياز]. من الضروري أن نذكر أن كلمة المسلمين السنة في البحرين ليست متساوية للوصول إلى الناس والشيعة يعني فقراء الشعب البحريني ولكن بشكل عام فإن أغلب الشيعة يعيشون في أوضاع اقتصادية غير مناسبة.

## طالع أيضًا
- بيت القرآن
- محرم في البحرين
- راشد المريخي